# Hub USB
 (septembre 2017).
Si vous disposez d'ouvrages ou d'articles de référence ou si vous connaissez des sites web de qualité traitant du thème abordé ici, merci de compléter l'article en donnant les références utiles à sa vérifiabilité et en les liant à la section « Notes et références ».
Pour les articles homonymes, voir Hub et Concentrateur.

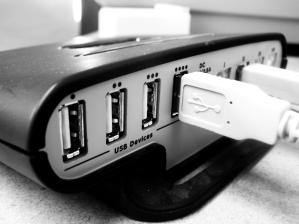
Un hub USB

Un hub USB ou concentrateur USB est un appareil informatique qui permet de connecter simultanément plusieurs périphériques USB sur le port USB d'un ordinateur, ou d'un chargeur USB du type de ceux utilisé pour recharger un smartphone.

## Types de hub
Un hub USB peut nécessiter une alimentation électrique propre ou se contenter de l'alimentation USB d'entrée. Si l'on compte faire fonctionner simultanément plusieurs périphériques USB fortement consommateurs (disques durs externes, par exemple), le port alimenté sera préférable, au prix toutefois d'un câble d'alimentation parfois incommode.
Pour cette raison, plusieurs écrans comportent un hub USB intégré : l'écran devant être branché au secteur de toute façon, l'alimentation du hub, négligeable en comparaison, ne nécessite pas de fil secteur supplémentaire.

## Limites du débit
Un hub ne fonctionne cependant pas exactement comme une multi-prise électrique. Alors qu'une multi-prise délivre de plus en plus de courant au fur et à mesure que l'on branche des appareils dessus, le débit du hub va au contraire se diviser entre les différents périphériques. En conséquence, plus il y aura de périphériques qui transfèrent simultanément des données via le hub (encore faut-il que le système et les logiciels utilisés le permettent techniquement), plus ce transfert sera lent. Prenons un hub branché sur un port USB 2, qui a donc un débit maximal de 60 Mo par seconde. Si deux disques durs branchés sur le hub fonctionnent en même temps, théoriquement chacun ne pourra transférer que 30 Mo de données par seconde.
Cette division du débit rend peu intéressants en performance les hubs à grand nombre de ports (en 2014, on trouve en grande surface des hubs comportant jusqu'à 16 ports). Ce n'est pas le débit du hub qui est en cause mais celui du port de l'ordinateur sur lequel il est branché, qui fait office de goulot d'étranglement. Pour la même raison, brancher un hub sur un autre hub est fortement déconseillé.
En revanche, le hub constitue une solution élégante pour éviter de faire vieillir trop vite mécaniquement des ports USB mâles, voire femelles, par des branchements et débranchements incessants. 
Il faut également choisir les périphériques à brancher sur le hub en fonction de leur utilisation : il n'est pas avantageux de grouper sur un seul hub tous les périphériques transférant intensivement des données. Par exemple, deux disques externes (magnétiques ou SSD) sollicités en permanence — donc monopolisant le port — gagneront à être branchés chacun sur un port réservé. Si l'on doit transférer des données d'une clé USB vers une autre, il vaut mieux brancher chaque clé sur un port et non pas les deux sur le même. Encore faut-il veiller à ce que chacun de ces ports possède son propre contrôleur, ce dont permet parfois de s'assurer un codage de couleur des prises (malheureusement propre à chaque constructeur et non normalisé en 2016).

## Adéquation des débits
La norme USB ayant évolué, tous les appareils utilisant l'USB (hubs, ports de l'ordinateur, périphériques) n'ont pas le même débit. Par exemple, l'USB 2 est dix fois plus lent que l'USB 3. Entre le hub, le port auquel il est relié et le périphérique branché sur le hub, la vitesse de transfert des données dépendra toujours de la capacité du plus faible.
Pour que les transferts se fassent à la vitesse maximale, il faut donc veiller à ce que les capacités de chacun soient en adéquation :
- port sous-dimensionné par rapport au hub  (ex. : hub USB 3 sur un port USB 2) :  si le hub supporte l'USB 3, il faut le brancher sur un port USB 3 pour bénéficier de toutes ses capacités. S'il est connecté à un port USB 2, il fonctionnera mais le débit sera limité à celui de l'USB 2 ;
- hub sous-dimensionné par rapport au port (ex. : hub USB 2 sur un port USB 3) : chaque hub a sa propre limite de débit, à vérifier lors de l'achat. Si un hub fonctionne en USB 2, il sera inutile de le brancher sur un port USB 3 car le débit sera celui de l'USB 2 ;
- hub ou port sous-dimensionné par rapport au périphérique : si le périphérique branché sur le hub a la capacité de l'USB 3 mais que le hub, ou le port, ou les deux, sont en USB 2, il sera bridé à la vitesse de l'USB 2.